# میهمان یک‌شبه
میهمان یک‌شبه (انگلیسی: Guest for One Night) یک فیلم جنایی ایتالیایی است که در سال ۱۹۳۹ منتشر شد.

## بازیگران
- جانپائولو روسمینو
- اوگو ساسو
- گولی‌یلمو بارنابو
- واسکو کرتی
- کارلو تامبرلانی
- آمینا پیرانی ماجی
- پینا گالینی
- چزاره فانتونی
- آریستیده گاربینی
- رناتو کیانتونی
- ندا نالدی
- دیه‌گو پوتسوتو